# Talence
Talence is een gemeente in het Franse departement Gironde (regio Nouvelle-Aquitaine). De gemeente telde 45.869 inwoners op 1 januari 2022. De plaats maakt deel uit van het arrondissement Bordeaux en is onderdeel van het gemeentelijk samenwerkingsverband Bordeaux Métropole.
In Talence bevindt zich een grote universitaire campus waar onder andere de Universiteit van Bordeaux, de Universiteit Bordeaux-Montaigne, het Polytechnisch Instituut van Bordeaux, en een groot aantal onderzoeksinstituten gevestigd zijn.

## Geografie
De oppervlakte van Talence bedroeg op 1 januari 2022 8,35 vierkante kilometer; de bevolkingsdichtheid was toen 5.493,3 inwoners per km².
De onderstaande kaart toont de ligging van Talence met de belangrijkste infrastructuur en aangrenzende gemeenten.

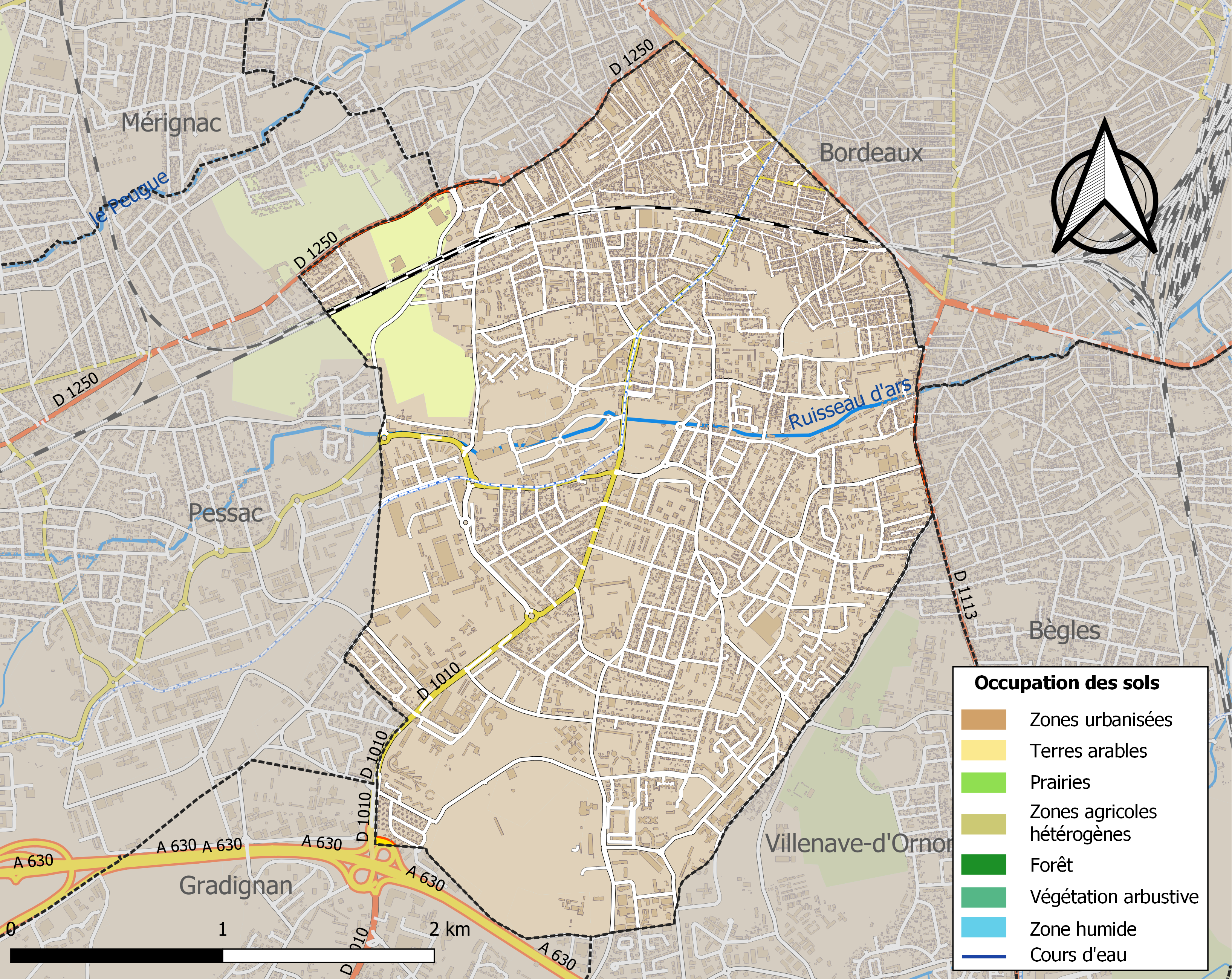

## Demografie
Onderstaande figuur toont het verloop van het inwonertal (bron: INSEE-tellingen).

## Geschiedenis

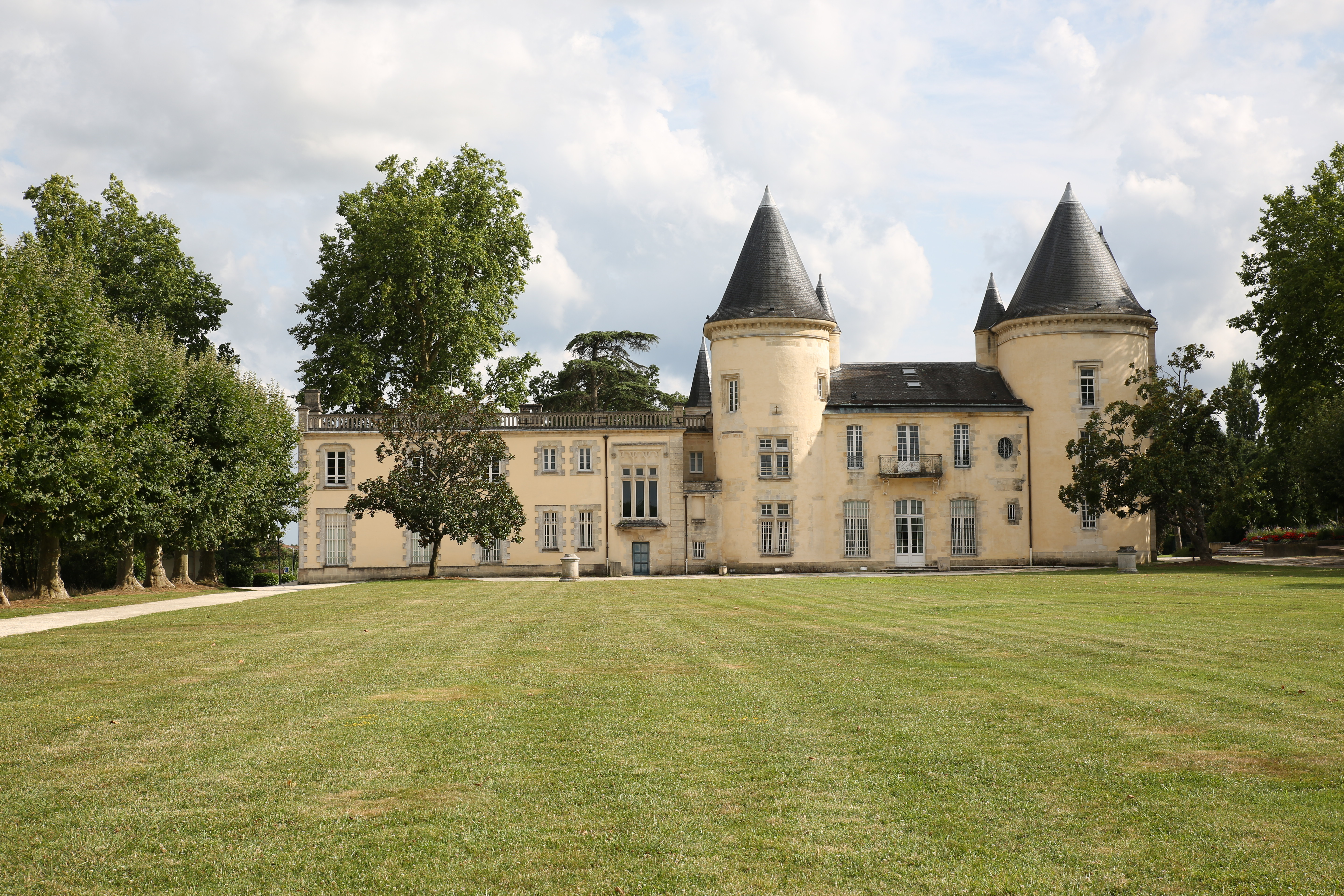
Het Château de Thouars werd geplunderd en deels vernield tijdens de Franse Revolutie

Talence was lang een bebost gebied buiten Bordeaux. Aan het einde van de 13e eeuw stichtte de bisschop van Bath hier de bastide Baâ. De Engelsen waren toen heer en meester in Guyenne en het bos van Thouars op het grondgebied van de huidige gemeente was hun jachtterrein. Het Château de Thouars werd gebouwd op de plaats van de bastide. Het groeide van een jachtkasteel uit tot een versterkt kasteel in de 15e en 16e eeuw. Ook het Château de Brama was een Engels koninklijk jachtkasteel. In de 18e en 19e eeuw bouwden rijke inwoners van Bordeaux hier kasteeltjes en buitenhuizen.
In de 19e eeuw maakte het bos plaats voor wijngaarden en vanaf het midden van de 19e eeuw voor industrie. Dat waren onder andere de worstenfabriek Duprat et Durand (1865) en de koekjesfabriek Olibet (1872). Daarna verstedelijkte de gemeente. In 1864 werd een deel van de wijk Saint-Genès, die tot dan volledig bij Talence hoorde, aangehecht bij Bordeaux.

## Vervoer
Het spoorwegstation Talence-Médoquine is sinds de jaren 1980 gesloten. Er rest slechts een kaartenautomaat in een bijgebouw. Talence wordt echter zeer goed bediend door de in 2004 geopende lijn B van de tram van Bordeaux en diverse buslijnen.
De autosnelweg A630 loopt ten zuiden van de gemeente.

## Sport
Jaarlijks wordt in Talence de atletiekwedstrijd Décastar georganiseerd, een meerkampmeeting die behoort tot de IAAF World Combined Events Challenge, het hoogste meerkampcircuit.

## Onderwijs
- École nationale supérieure d'électronique, informatique, télécommunications, mathématiques et mécanique de Bordeaux

## Geboren in Talence
- Jean-Joseph Sanfourche (1929–2010), schilder, dichter, tekenaar en beeldhouwer
- Henri de Laborde de Monpezat (1934-2018), echtgenoot van de Deense Koningin Margrethe
- Philippe Sollers (1936-2023), schrijver
- Marie-Hélène Breillat (1947), actrice, schrijfster en schilderes
- José Bové (1953), milieuactivist, landbouwsyndicalist, politicus en andersglobalist
- Thibault Giresse (1981), voetballer en voetbalcoach
- Romain Brégerie (1986), voetballer
- Paul Baysse (1988), voetballer